# هيكتور بالداسي
هيكتور والتر بالداسي (بالإسبانية: Héctor Walter Baldassi)‏ (مواليد 5 يناير 1966) حكم كرة قدم أرجنتيني. أدار مباراة صربيا وغانا في بطولة كأس العالم 2010 وانتهت بفوز غانا بنتيجة 1-0. وادار مباراة إسبانيا والبرتغال ضمن الدور الـ16 في بطولة كأس العالم 2010 وانتهت بفوز إسبانيا بنتيجة 1-0.

## روابط خارجية
- هيكتور بالداسي على موقع Soccerway.com (الإنجليزية)